# Damien Schmitt
Pour les articles homonymes, voir Schmitt.
Damien Schmitt est un musicien français né à Saint-Nazaire (Loire-Atlantique). Il a été candidat à la première saison de The Voice, la plus belle voix . Il a joué avec des musiciens tels que Alain Caron, Jean-Luc Ponty, Bireli Lagrène, Hadrien Ferraud ou encore Jannick Top. Il a été jusqu'au 22 janvier 2022 le batteur de l'émission N'oubliez pas les paroles ! sur France 2.

## Biographie
Après des dizaines de tournées à travers le monde (États-Unis, France, Canada, Russie, Japon, Mexique, Irlande…) il s'installe pendant six mois à Los Angeles où il prend le temps de composer et écrire sa musique. Il apparait à Montréal en 2009 lors du DrumFest. Il s'est également fait appeler pour remplacer Paco Séry dans Sixun. Il accompagne aussi Alain Caron sur son album Septentrion, qui recevra un Félix Award en 2011.
En 2012, il participe à l'émission The Voice : la plus belle voix sur TF1. Il se fait éliminer durant les phases éliminatoires (émission diffusée le 24 mars 2012).
Début 2012, Damien se consacre au chant dans un projet personnel en créant un nouveau style musical le Smart step qui est un mélange de musiques savantes (jazz, classique) et électroniques (dubstep, drum and bass). En mars 2012, il dévoile son premier clip auto-produit From the satellite. Le 1er septembre 2012 il sort son second clip J'ai aperçu. C'est en décembre 2013 que sort finalement son album solo Make Some Noise publié sous le pseudonyme Electro Schmitt dans lequel on retrouve ses influences Dubstep, JungleBeat, Reggae et Drum & Bass.
Damien Schmitt utilise le matériel Mapex, il joue également des cymbales Meinl et des peaux Aquarian.
Du 5 août 2018 au 22 janvier 2022, Damien Schmitt est le batteur des émissions N'oubliez pas les paroles ! et Taratata, toutes deux présentées par Nagui sur France 2. Il quitte l'émission pour travailler à l'étranger[réf. nécessaire].

## Discographie[6]
Albums personnel (auteur/compositeur/interprète)
- 2016 : Dam'nco - From Paris with Love
- 2013 : Electro Schmitt - Make Some Noise
- 1998 : Yossoma - F.M Francophone Révolution
- 1996 : Yossoma - Le Scatstyle des Rastyles

Participation comme batteur
- 2020 : 
  - Posthuman Dream - High Time!
- 2011 :
  - Clara Ponty - Into the Light
  - Impact Fuze - Moscow
- 2010 : 
  - Alain Caron - Septentrion
  - Michel Lazaro - Vision
- 2009 :
  - Allinda - Nouba - single
  - Jannick Top - Infernal Machina
  - Mao Otayeck - Renewal
  - Christophe et Tony Raymond  - Christophe et Tony Raymond
- 2008 :
  - Michel Mayetela and the Weiya - Michel Mayetela And The Weiya
  - Bireli Lagrène - Electric Side
  - Cheick Tidiane Seck - Sabaly
  - Dudule - Paillardises
- 2007 :
  - La Jam - Petit Scud entre amis
  - Hadrien Feraud - Rumeurs
  - Eric Le Lann et Jannick Top - Lelann Top
  - Zap Mama - Supermoon
- 2006 : Dood - Tout peut changer
- 2005 : Georges Alain Jones - New Jersey